# William Bourke Cockran

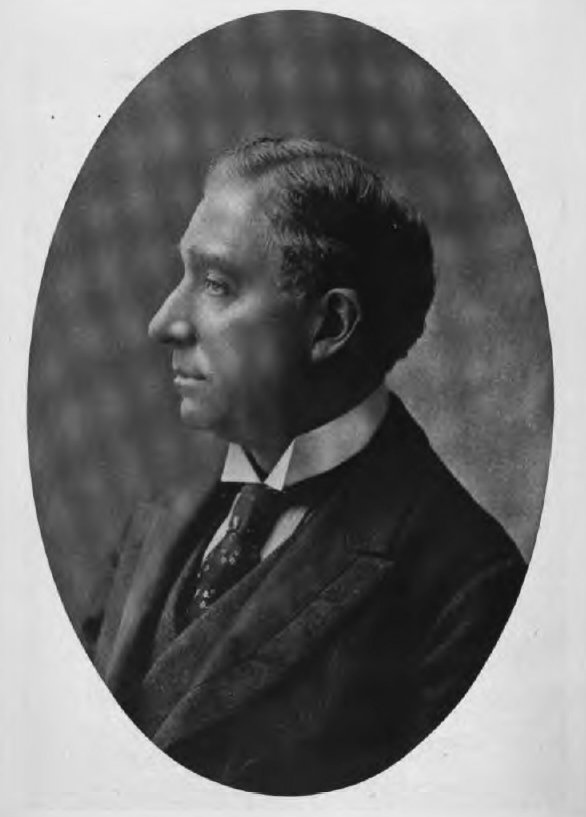
William Bourke Cockran

William Bourke Cockran (* 28. Februar 1854 im County Sligo, Irland; † 1. März 1923 in Washington, D.C.) war ein US-amerikanischer Politiker. Er vertrat zwischen 1887 und 1889, zwischen 1891 und 1895, zwischen 1904 und 1909 sowie zwischen 1921 und 1923 den Bundesstaat New York im US-Repräsentantenhaus.

## Werdegang
William Bourke Cockran wurde während des Viktorianischen Zeitalters im County Sligo geboren und verbrachte dort seine Jugend. Er ging sowohl in seinem Heimatland als auch in Frankreich zu Schule. Mit 17 Jahren wanderte er in die Vereinigten Staaten ein. Dort unterrichtete er als Lehrer an einer privaten Akademie und war Principal an einer öffentlichen Schule im Westchester County. Er studierte Jura. Seine Zulassung als Anwalt erhielt er 1876 und begann dann in Mount Vernon zu praktizieren. Zwei Jahre später zog er nach New York City, wo er seine Tätigkeit als Anwalt fortsetzte. Politisch gehörte er der Demokratischen Partei an. Er nahm als Delegierter in den Jahren 1884, 1892, 1904 und 1920 an den Democratic National Conventions teil.
Bei den Kongresswahlen des Jahres 1886 für den 50. Kongress wurde er im zwölften Wahlbezirk von New York in das US-Repräsentantenhaus in Washington, D.C. gewählt, wo er am 4. März 1887 die Nachfolge von Abraham Dowdney antrat. Da er auf eine erneute Kandidatur im Jahr 1888 verzichtete, schied er nach dem 3. März 1889 aus dem Kongress aus.
Er saß 1890 in der Kommission, welche den Judikativabschnitt (judiciary article) in der Verfassung des Staates New York abänderte.
Am 3. November 1891 wurde er in einer Nachwahl im zehnten Wahlbezirk von New York in das US-Repräsentantenhaus gewählt, um dort die Vakanz zu füllen, die durch den Tod von Francis B. Spinola entstand. Im Jahr 1894 kandidierte er im zwölften Wahlbezirk von New York für den 53. Kongress. Nach einer erfolgreichen Wahl trat er am 4. März 1893 die Nachfolge von Joseph J. Little an. Er verzichtete 1894 auf eine erneute Kandidatur und schied nach dem 3. März 1895 aus dem Kongress aus.
Cockran brach 1896 mit seiner Partei wegen des Präsidentschaftswahlkampfs von William Jennings Bryan gegen die Einführung des Goldstandards, es sollte beim Bimetallismus (Gold und Silber) bleiben. Stattdessen warb er für den republikanischen Kandidaten William McKinley, der am Ende als Sieger aus dem Rennen ging. Er versöhnte sich schließlich im Jahr 1900 mit der Demokratischen Partei und unterstützte ab diesem Zeitpunkt die zweite Präsidentschaftskandidatur von Bryan. Allerdings erlitt Bryan erneut eine Niederlage gegenüber McKinley.
Am 23. Februar 1904 wurde Cockran in einer Nachwahl im zwölften Wahlbezirk von New York in das US-Repräsentantenhaus gewählt, um dort die Vakanz zu füllen, die durch den Rücktritt von George B. McClellan entstand. Er wurde zwei Mal in Folge wiedergewählt. Da er auf eine erneute Kandidatur im Jahr 1908 verzichtete, schied er nach dem 3. März 1909 aus dem Kongress aus.
Nach seiner Kongresszeit nahm er in New York City wieder seine Tätigkeit als Anwalt auf.
Er kandidierte 1912 erfolglos für den 63. Kongress. Im Jahr 1920 wurde er im 16. Wahlbezirk von New York in den 67. Kongress gewählt, wo er am 4. März 1921 die Nachfolge von Thomas Francis Smith antrat. Er wurde wiedergewählt, verstarb allerdings am 1. März 1923 in Washington D.C. Sein Leichnam wurde dann auf dem Gate of Heaven Cemetery in Hawthorne beigesetzt.